# Лизогуб, Владимир Сергеевич
Влади́мир Серге́евич Лизогу́б (укр. Володимир Сергійович Лизогуб; 14 июля 1918, Николаев — 1996, Киев) — украинский и советский режиссёр, актёр, педагог. Народный артист Украинской ССР (1974).

## Биография
В 1941 г. окончил студию при Харьковском русском драматическом театре (курс В. Аристова), позже, в 1952 г. — Харьковский театральный институт.
В 1938—1958 — актёр и режиссёр Харьковского русского драматического театра им. А. Пушкина, с 1954 — главный режиссёр; одновременно в 1949—1958 преподавал в Харьковском театральном институте.
В 1958—1963 — режиссёр Львовского драматического театра Прикарпатского военного округа (ПрикВО); в 1963—1983 — режиссёр Киевского украинского драматического театра им. И. Франко, в котором в 1978 г. поставил свою пьесу «Суд і полум’я» (рус. «Суд и пламя») по повести «Основи суспільності» И. Франко.
Режиссёрским работам В. Лизогуба были свойственны высокая интеллектуальность и поэтичность, переход от незначительного к существенному, поиск новаторских подходов и форм образного решения спектаклей.

## Режиссёрские постановки
- «Мать своих детей» А. Афиногенова (1953),
- «Оптимистическая трагедия» В. Вишневского (1957),
- «Царь Фёдор Иоаннович» А. Толстого (1959),
- «Иркутская история» А. Арбузова (1959),
- «Під золотим орлом» Я. Галана
- «Океан» А. Штейна (1961),
- «Страница дневника» (1965), «Калиновая роща» (1966) А. Корнейчука,
- «Спасибо тебе, моя любовь» (1967), «Горлица» (1969), «Первый грех» (1971), «Голубые олени» (1973), «Серебряная паутина» (1977) А. Коломийца,
- «Лымеривна» Панаса Мирного (1968),
- «Верность» Н. Зарудного (1970),
- «Горячее сердце» А. Островского (1972) ,
- «Незабываемое» по А. Довженко (1974),
- «Комендант Берлина» В. Собко (1975),
- «Ретро» А. Галина (1981, в соавт.).

## Театральные роли
На сцене Харьковского русского драматического театра им. Пушкина сыграл роли Гостомысла («Сон князя Святослава» И. Франко), Виктора («Машенька» А. Афиногенова), Эрнандо («Хитроумная влюблённая» Лопе де Вега) и др.